# Panmunjeom
Panmunjeom, auch Panmunjom, offiziell Joint Security Area (JSA, englisch für „gemeinsame Sicherheitszone“) genannt, ist eine militärische Siedlung in der demilitarisierten Zone (DMZ) zwischen Nord- und Südkorea, in der von 1951 bis 1953 das Ende des Koreakrieges verhandelt wurde. Es ist seit dem Waffenstillstandsabkommen das Hauptquartier der Military Armistice Commission (MAC), die die Einhaltung des Waffenstillstands überwacht. Die Adresse lautet Josan-ri, Gunnae-myeon, Paju-si, Gyeonggi-do. In Panmunjeom befindet sich die Brücke ohne Wiederkehr, die lange Zeit der einzige Grenzübergang zwischen den beiden koreanischen Staaten war. Der Ort steht unter alleiniger Verwaltung der MAC.

## Geschichte

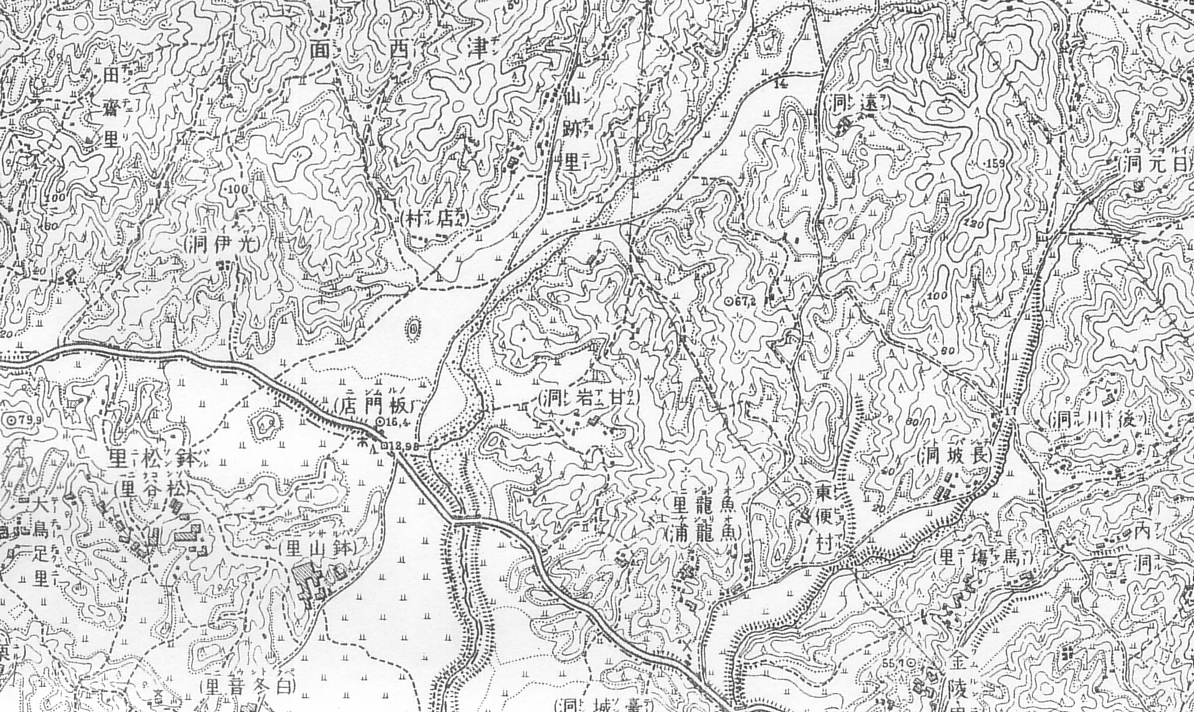
Das Gebiet „Hanmonten (Japanische Aussprache, auf Koreanisch: Panmunjeom)“, wie es zwischen 1910 und 1945 hieß, um 1938

Der Name Panmunjeom soll aus dem Namen eines Dorfes „Neolmun“ stammen, was ein Tor aus Brettern bedeutet. Seit dem 10. Juli 1951 trafen sich dort Delegationen der verfeindeten Parteien, um über eine Beendigung des Krieges zu verhandeln. Nach 765 Konferenzen unterzeichneten China, Nordkorea und die UNO (vertreten durch die USA) schließlich am 27. Juli 1953 das Waffenstillstandsabkommen. Nach den Festlegungen des Abkommens wurden alle Siedlungen innerhalb der entmilitarisierten Zone – also auch der ursprünglich Panmunjeom genannte Ort – geräumt. Das Hauptquartier der aus Vertretern beider Seiten bestehenden Waffenstillstandskommission MAC wurde auf die neugezogene Grenze zwischen beiden koreanischen Staaten verlegt, behielt aber den Namen Panmunjeom bei. Auch in den folgenden Jahrzehnten diente Panmunjeom als Ort weiterer Verhandlungen.
Am 27. April 2018 überschritt der nordkoreanische Machthaber Kim Jong-un innerhalb der JSA die Grenze zum Süden, um den südkoreanischen Präsidenten Moon Jae-in auf einem Gipfel im Peace House zu treffen. Bei der Begrüßung trat auch Moon auf Kims Einladung kurzzeitig über die Grenzmarkierung auf nordkoreanisches Territorium über. Im September wurde von beiden Koreas ein Abkommen zum Abbau von militärischen Spannungen geschlossen. Vom 1. bis 19. Oktober wurden nach dem Abkommen Minen in der JSA geräumt und bis 25. fand die Entwaffnung und der Abzug von Wachposten statt.

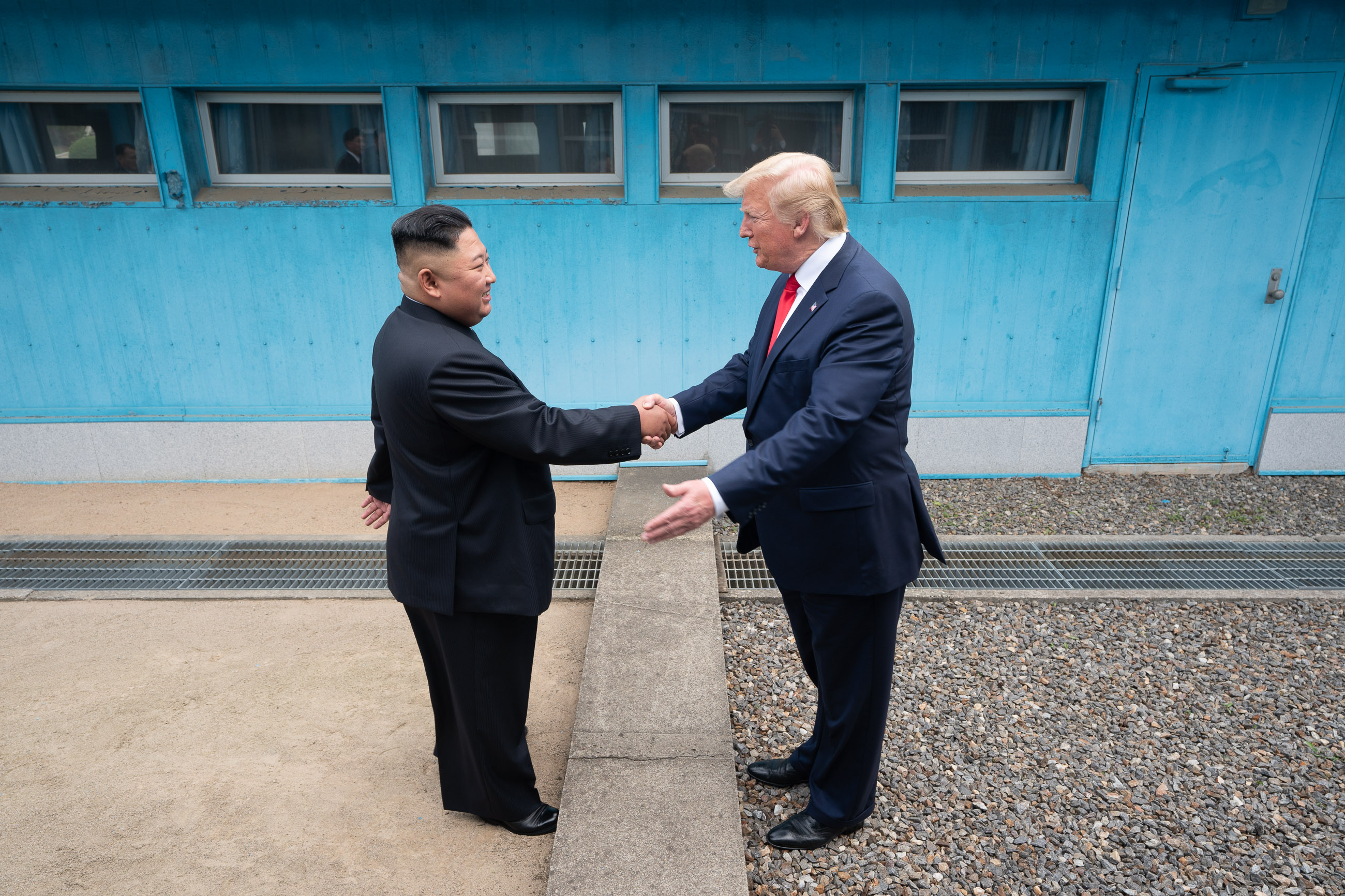
Kim Jong-un und Donald Trump bei ihrem Treffen in Panmunjeom

Am 30. Juni 2019 trafen sich Kim Jong-un und US-Präsident Donald Trump zu einem Gespräch in Panmunjeom. Dabei überschritt Trump als erster US-Präsident die Grenze nach Nordkorea, im Anschluss überschritten beide gemeinsam die Grenze zu Südkorea.

## Areal

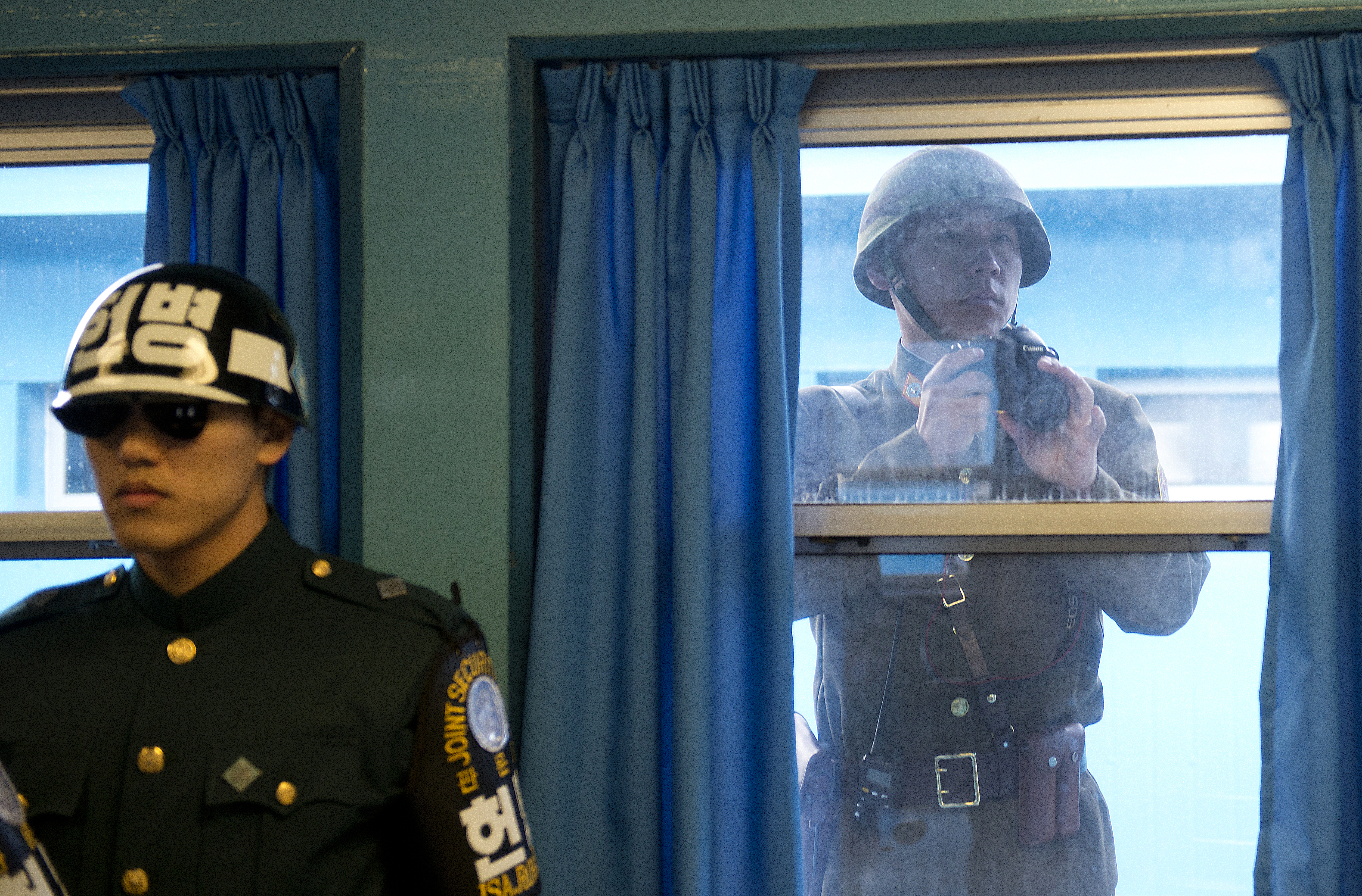
2012: Nordkoreanischer Posten im Hintergrund anlässlich eines Aufenthalts von US-General Dempsey im JSA

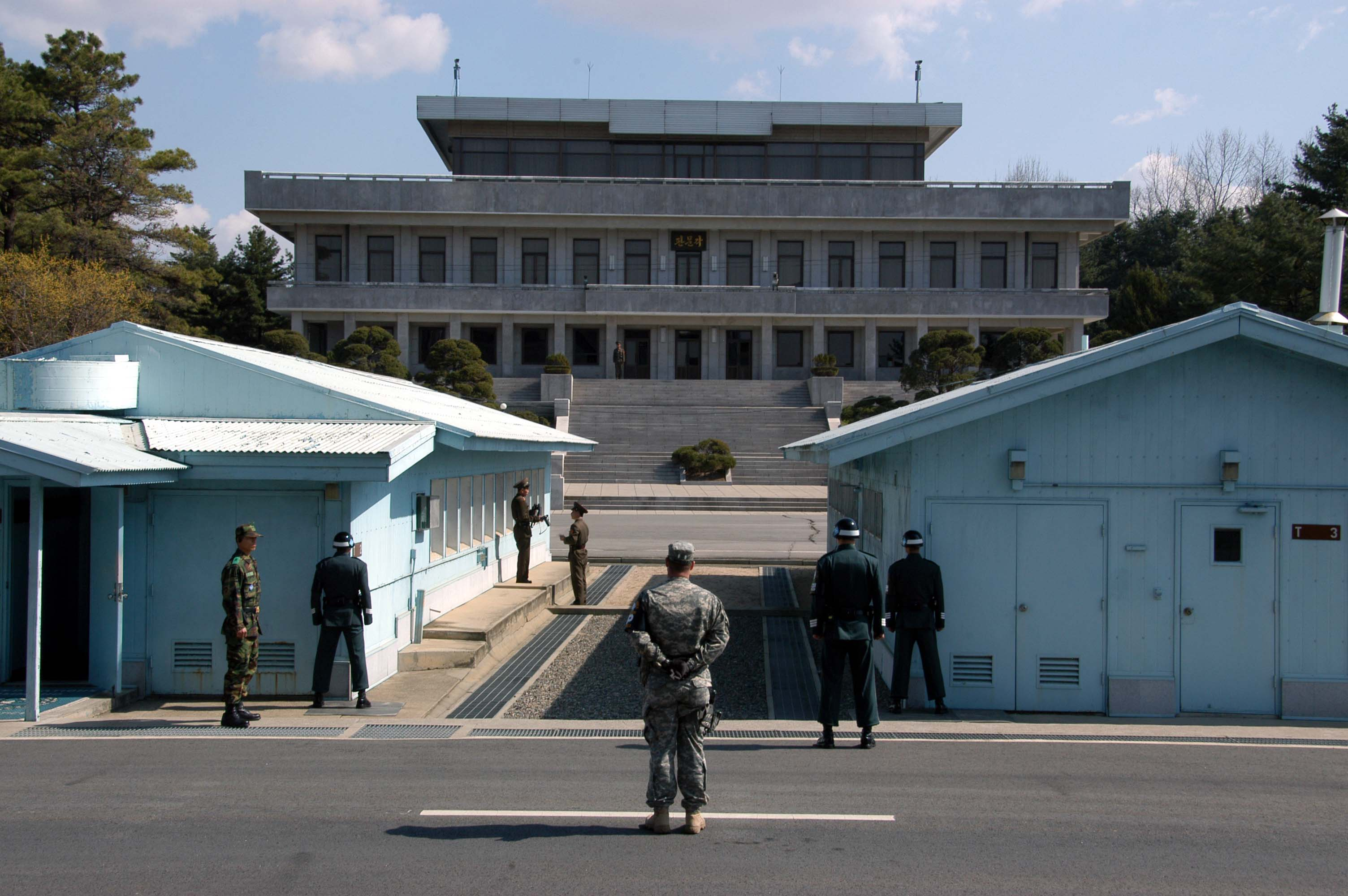
Blick von Süd- nach Nordkorea. Gut zu erkennen ist die Betoneinlassung in der Mitte zwischen den Baracken. Diese ist die Grenze zwischen Nord- und Südkorea

Die wichtigsten Gebäude in Panmunjeom sind drei blaue Baracken mit je einer Tür auf nordkoreanischer und südkoreanischer Seite. Durch ihre Mitte verläuft die militärische Demarkationslinie (Betonblock in der Mitte zwischen den Baracken), de facto die Grenze zwischen Nord- und Südkorea. In diesen Hütten fanden Verhandlungen zwischen beiden Parteien statt.

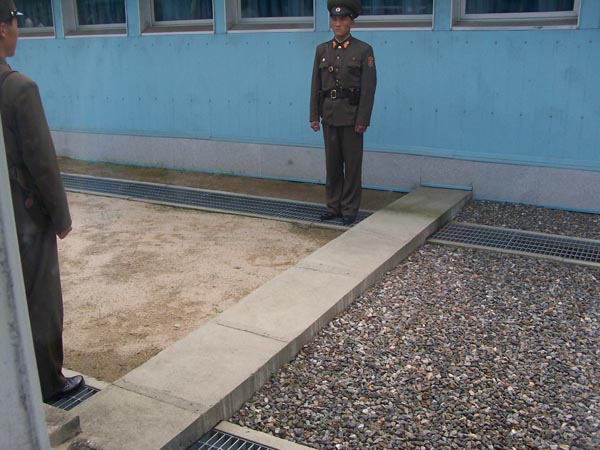
Die Grenze (rechts Süd-, links Nordkorea)

Die mittlere Baracke ist Besucherdelegationen von beiden Seiten abwechselnd zugänglich. Zwei Soldaten des einen Teils von Korea, von dem aus der Raum betreten wird, bewachen dann die Tür zum jeweilig anderen Landesteil. Ansonsten kann man sich in dem kleinen Verhandlungsraum frei bewegen und somit auch die Grenze übertreten. Zwischen den Baracken markieren lediglich ein schmaler Betonstreifen und unterschiedlicher Bodengrund die Grenzlinie.
Auf südkoreanischer Seite des Areals befindet sich das Freedom House („Freiheitshaus“). Das ursprüngliche Gebäude war ein 1965 errichteter Aussichtspavillon mit zwei einstöckigen Seitenflügeln. Seit 1998 steht an seiner Stelle ein großer 4-stöckiger Neubau, der Pavillon wurde schräg nach hinten versetzt. Im Freedom House finden offizielle Treffen zwischen nord- und südkoreanischer Seite statt, die beiden Staaten sowie ihre jeweiligen Rot-Kreuz-Gesellschaften haben hier ihre Liaison Offices (Verbindungsbüros). 130 m südwestlich wurde 1980 provisorisch, 1989 in seiner heutigen Form das House of Peace („Friedenshaus“) errichtet, in dem in der Vergangenheit Familientreffen zwischen nord- und südkoreanischen Zivilisten stattfanden.

Skizze der Joint Security Area (JSA)

Auf nordkoreanischer Seite wurde 1969 das Panmun-gak gebaut, ein ursprünglich zweistöckiges Gebäude (später um einen dritten Stock erweitert), das als Quartier für nordkoreanische Delegationen und Sicherheitskräfte dient.
Auf beiden Seiten wird die Grenze durch militärische Wachposten observiert, die dauerhaft präsent sind. Für diese Aufgabe werden besondere Anforderungen an die Wachen gestellt. So müssen beispielsweise die südkoreanischen Soldaten mindestens 1,73 Meter groß sein und einen schwarzen Gürtel im Judo- oder Taekwondo-Kampfsport besitzen, um in der DMZ Dienst leisten zu dürfen. Sie verharren im Wachdienst in einer abgewandelten Taekwondo-Grundstellung mit ausdruckslosem Gesichtsausdruck und tragen Sonnenbrillen, um den nordkoreanischen Soldaten gegenüber keinerlei Emotionen zu zeigen.
Das Gebiet hat insgesamt einen Durchmesser von 800 Metern. Die Überschreitung der Demarkationslinie wird seit einem Zwischenfall am 18. August 1976, bei dem zwei US-amerikanische Soldaten von nordkoreanischen Soldaten getötet wurden, nicht mehr geduldet. Laut innerkoreanischem militärischem Abkommen wird es wieder erlaubt sein.
In der Nähe Panmunjeoms befindet sich auch die sogenannte Brücke ohne Wiederkehr, über die im Jahr 1953 Gefangene ausgetauscht wurden. Die Gefangenen, die an dieser Stelle die Grenze überschritten, hatten dadurch ihr Recht auf Rückkehr verwirkt. Das Gebäude, in dem das Waffenstillstandsabkommen letztlich unterzeichnet wurde, liegt außerhalb der Joint Security Area in nordkoreanischem Gebiet.

## Touristische Nutzung
Panmunjeom ist der einzige Ort innerhalb der entmilitarisierten Zone, der im Rahmen des Bildungs- und Orientierungsprogramms von ausländischen Touristen betreten werden darf. Durchgeführt wird dieses Programm von den Soldaten des United Nations Command Security Battalion – Joint Security Area. Die Soldaten begleiten und beaufsichtigen alle Teilnehmer während der ganzen Führung durch das Areal, und dabei ist es notwendig, dass sich die Teilnehmer an die Anweisungen der Soldaten halten. Staatsbürger aus Afghanistan, Irak, Iran, Kuba, Libyen, Nordkorea, Pakistan, Sudan, Syrien usw. müssen gegebenenfalls im Voraus identifiziert werden.
In der Nähe liegt der Dritte Angriffstunnel, der sich von der südkoreanischen Seite aus besichtigen lässt.

## Fotos

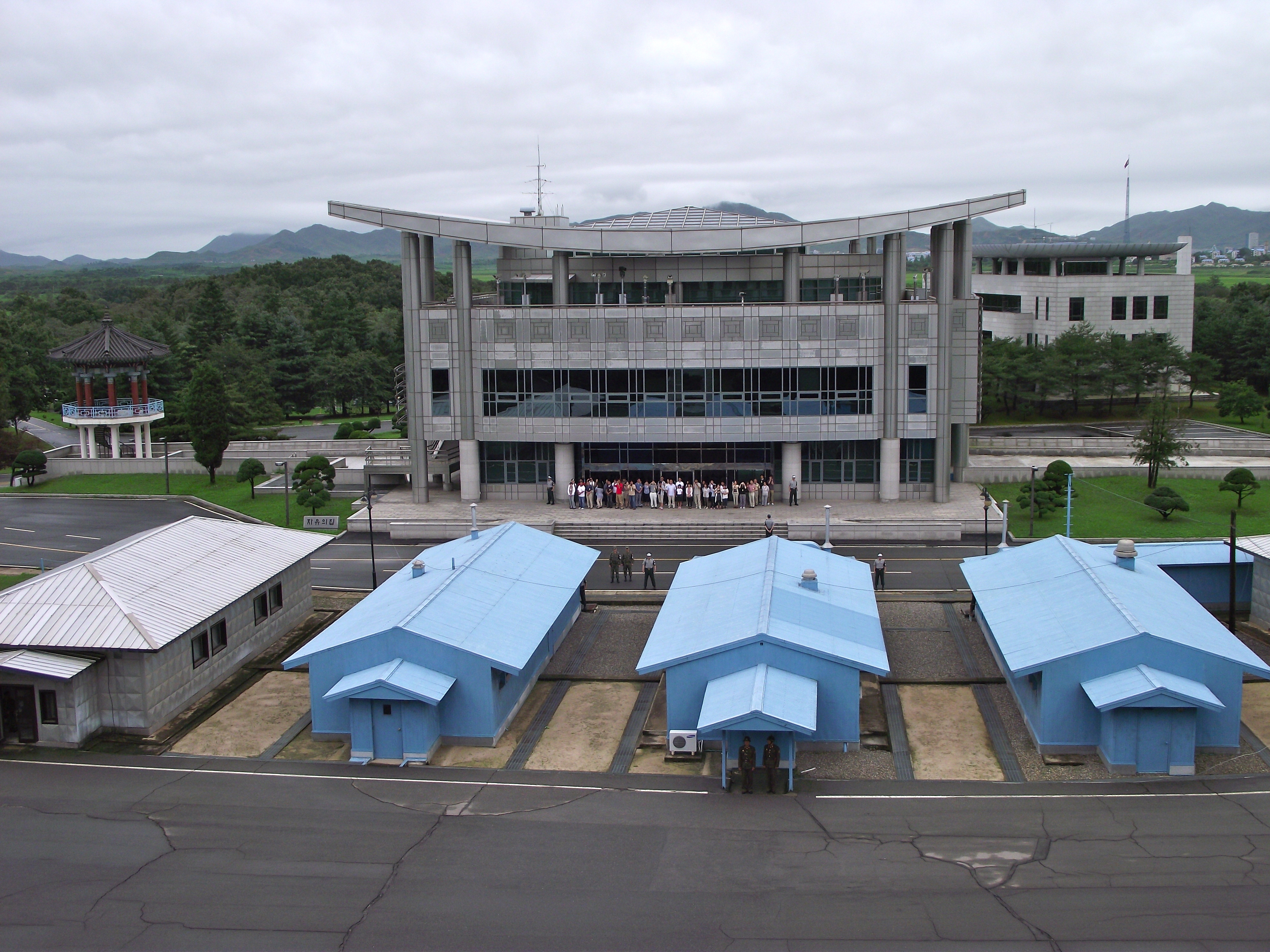
Panmunjeom, Blick aus dem nordkoreanischen Panmun-gak („Haus der Einheit“) auf die Südseite
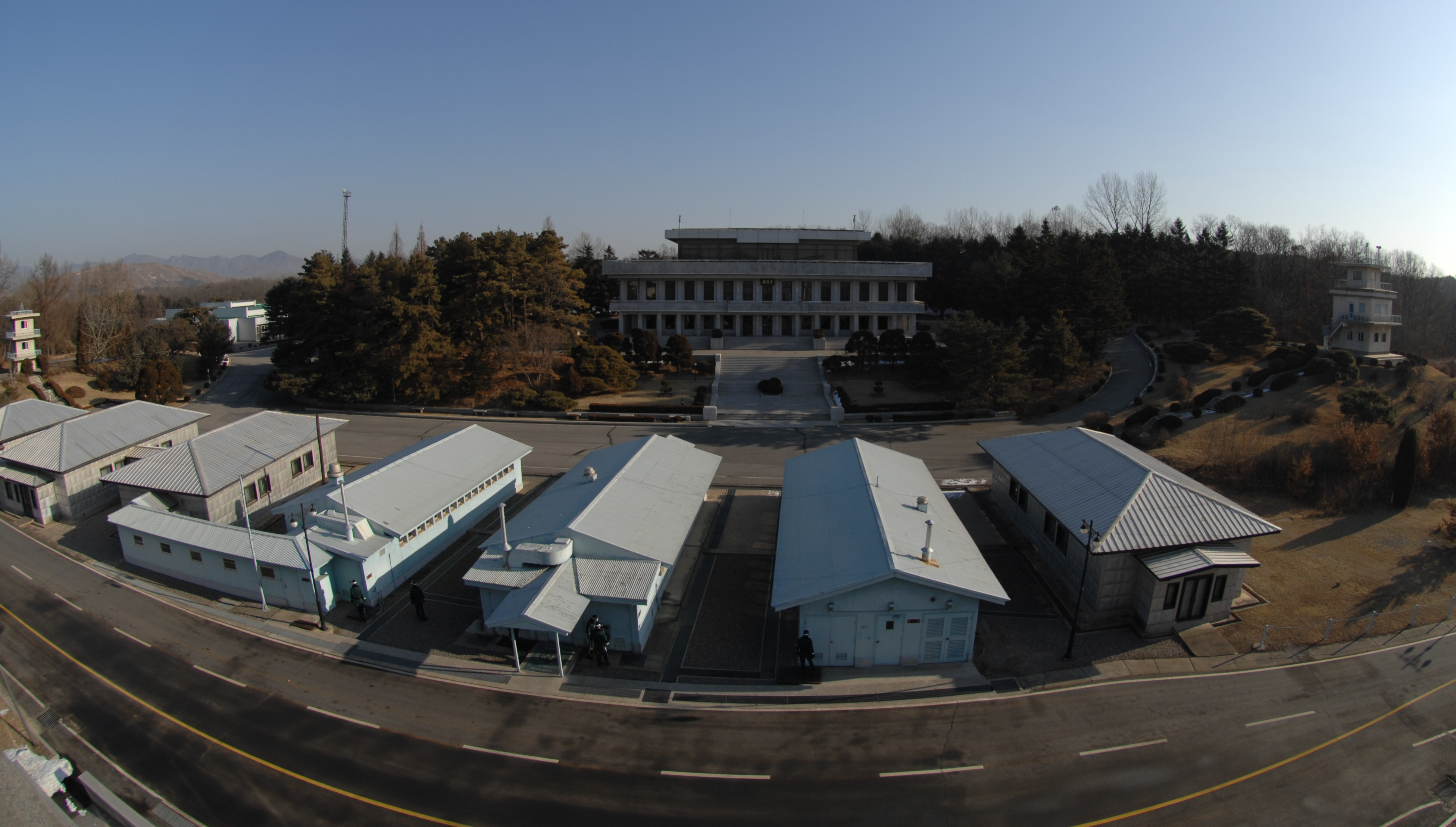
Panmunjeom, Blick aus dem südkoreanischen Freedom House („Haus der Freiheit“) auf die Nordseite
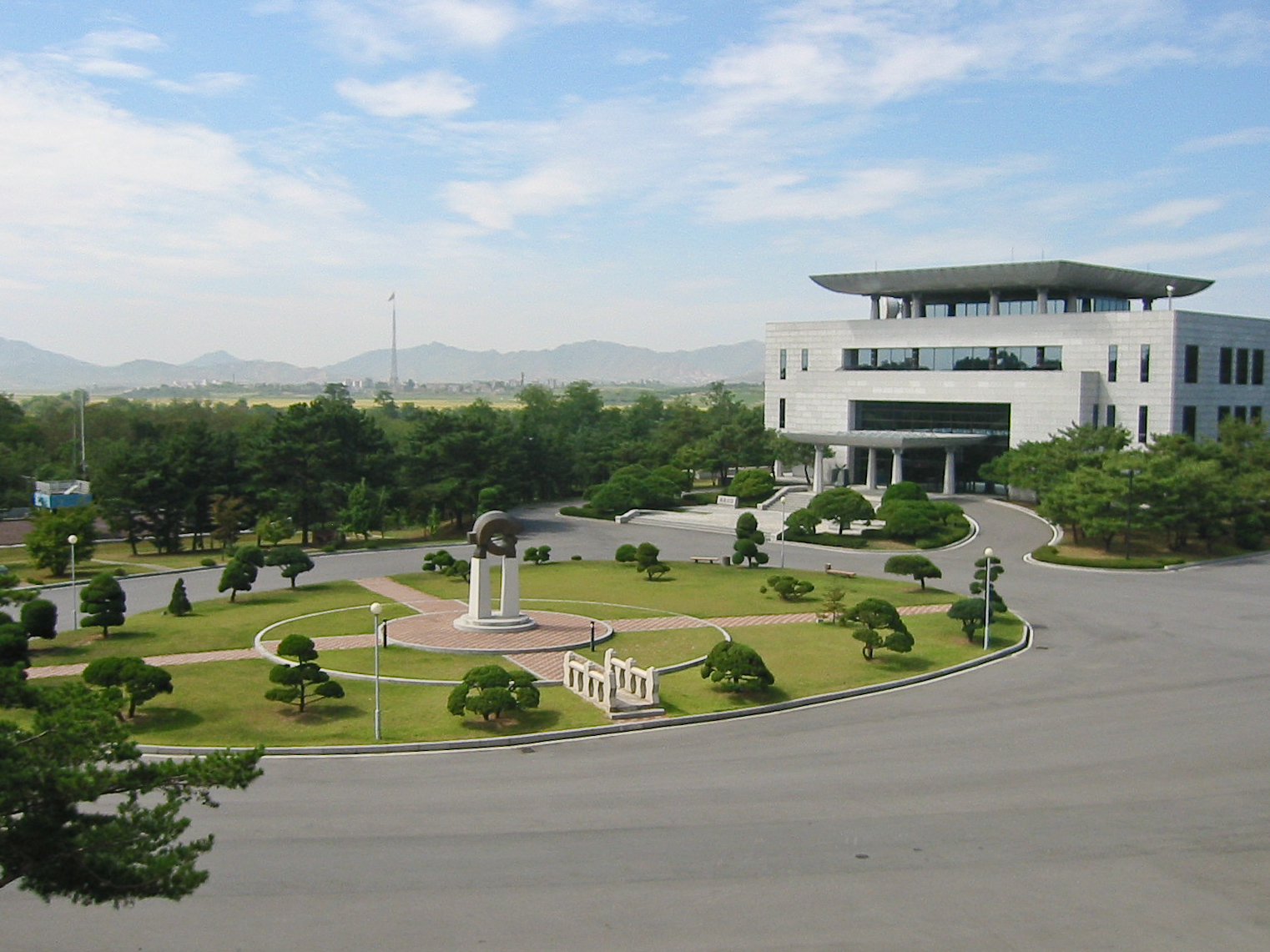
Panmunjeom, das südkoreanische House of Peace („Haus des Friedens“), im Hintergrund Kijŏng-dong
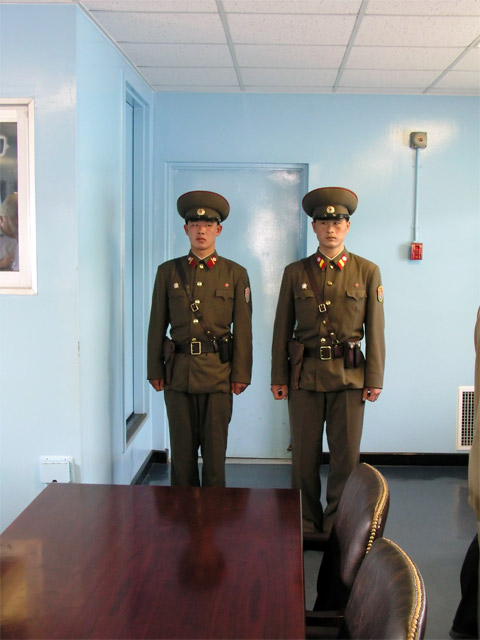
Innerhalb der mittleren Baracke: nordkoreanische Soldaten vor der nach Süden gerichteten Tür
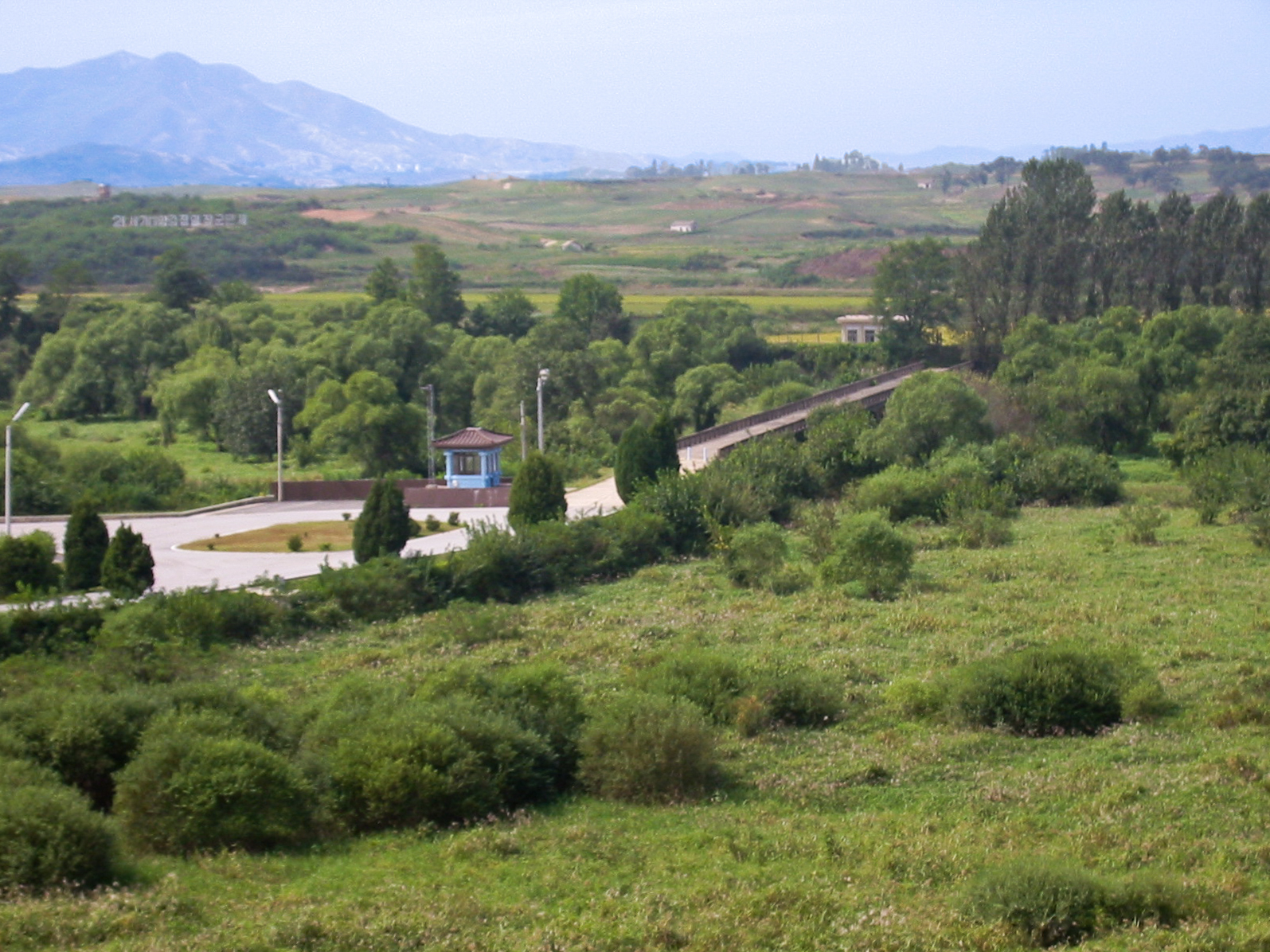
Brücke ohne Wiederkehr
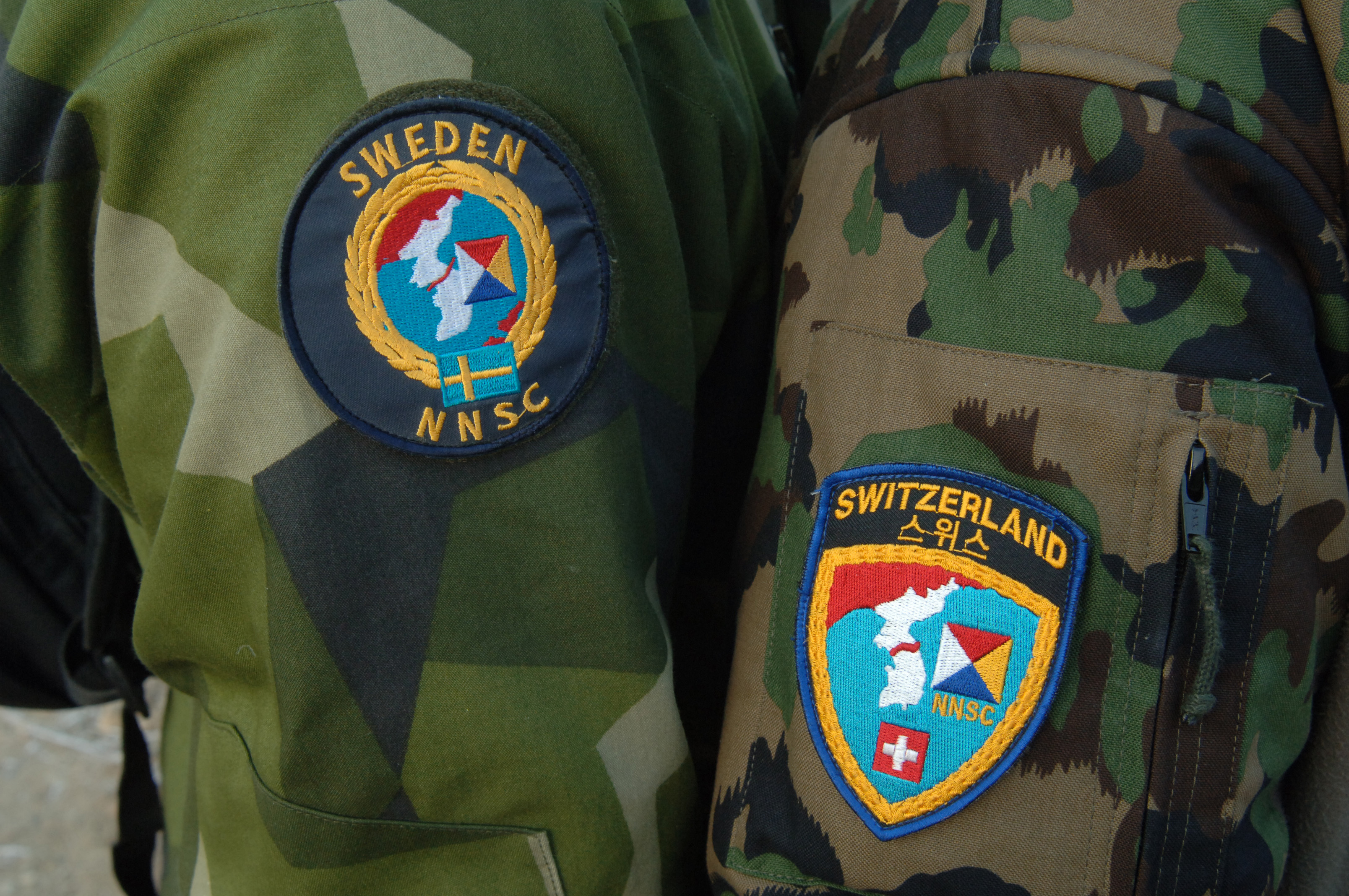
Uniformabzeichen der schwedisch-schweizerischen Überwachungskommission

## Künstlerische Rezeption
In dem südkoreanischen Spielfilm Joint Security Area aus dem Jahr 2000 wird die letztlich tödliche Freundschaft von vier nord- und südkoreanischen Soldaten innerhalb der Joint Security Area in Panmunjeom dargestellt.